# Håkan Jeppsson
Håkan Jeppsson, född 6 maj 1961 i Malmö, död 6 december 2018, var en svensk fotbollsordförande och ordförande för Malmö FF mellan 2010 och 2018.
Som ung spelade han fotboll för Malmö FF och bordtennis för IK Pallas. I bordtennisen tränades han av Bengt Madsen. De kom senare att följa varandra med Madsen som något av en mentor, både inom Malmö FF (som 1975 tog över IK Pallas bordtennissektion) och i näringslivet.  Jeppsson spelade bordtennis på elitnivå. Han spelade med juniorlandslaget tillsammans med bl.a. Jörgen Persson och Mikael Appelgren. Han blev både svenska mästare (två gånger) och europacupvinnare med Falkenbergs BTK innan han återvände till MFF Bordtennis. Han tog över posten som ordförande för bordtennissektionen då Madsen avgick och kom 2004 in i styrelsen för fotbollssektionen.
Jeppsson var även koncernchef för Inwido AB.